# Ladislau Roman
Ladislau Roman (1910-1940), foi um fotógrafo húngaro, naturalizou-se brasileiro em 1938, trabalhou como repórter fotográfico no jornal Correio de S. Paulo, faleceu em viagem a serviço do Departamento de Propaganda e Publicidade vítima de um acidente aéreo no Rio de Janeiro.